# Paul Lannoye
Paul Lannoye, né le 22 juin 1939 à Sprimont et mort le 4 décembre 2021 à Hornu, est un docteur en sciences physiques et un homme politique belge francophone, membre fondateur du parti Ecolo.

## Biographie
Physicien, député européen, Paul Lannoye est une figure marquante de l’écologie politique en Wallonie comme en Europe. Il est considéré comme l’un des pères fondateurs du mouvement écologique en Wallonie.
Paul Lannoye obtient une licence en Sciences de l’Université libre de Bruxelles (ULB) en 1962 puis devient assistant pour les facultés des Sciences appliquées et des Sciences de l’ULB de 1962 à 1974. En 1973, il obtient son doctorat en Astrophysique toujours dans la même université et devient chef de travaux associé au département de mathématiques et à l’Institut de Physique de l’ULB de 1974 à 1977, puis chercheur aux Facultés universitaires de Namur de 1979 à 1986. En parallèle, Paul Lannoye milite dans les rangs de l’Action wallonne avant de devenir un des pères fondateurs du mouvement écologiste.
Secrétaire de la section locale de Saint-Marc du Rassemblement wallon en 1970, il devient l'année suivante président de ce parti pour la cantonale de Namur-Nord. L'universitaire adhère à ce parti wallon pour y développer une doctrine politique s’inspirant du fédéralisme intégral, ainsi qu’une critique de la société de consommation. Au lendemain des élections législatives de 1971, Paul Lannoye reprend le poste de président de la régionale de Namur puisque Pierre Waucquez est coopté comme sénateur. D’emblée, il propose une modification statutaire interdisant tout cumul de mandats publics avec une fonction au Bureau de la régionale du parti. Cette décision provoque de vifs remous au sein du Rassemblement wallon dont Paul Lannoye est finalement exclu l'année suivante, en 1972. Fondateur de « Démocratie nouvelle », il s’oriente à partir du milieu des années 1970 vers un combat davantage axé sur l’écologie politique.
Paul Lannoye reste porteur des principes fédéralistes qui l’ont conduit au Rassemblement wallon en fondant la section belge des Amis de la Terre en 1975, il participe ainsi à la création du mouvement Ecolo. Secrétaire fédéral (de 1980 à 1983) et porte-parole d’Ecolo (de 1985 à 1988), il est coopté au poste de sénateur le 14 janvier 1988 jusqu'au 23 juin 1989, moment où il est élu au Parlement européen. Réélu en 1994 et en 1999, il occupe deux fois le poste de président du groupe des Verts (1990-1994, 1999-2001). Particulièrement attaché aux dossiers traitant de la politique énergétique, de la bioéthique, de la santé publique, de la politique agricole commune mais également de la mondialisation et de l’élargissement de l'Union européenne, Paul Lannoye a notamment été à l’initiative du P7 en 1996. Il s'agit d'un sommet des sept pays les plus pauvres du monde, nommé en réaction au sommet du G7, avec pour volonté de développer une véritable politique de lutte contre la pauvreté dans le monde. 
Après 2004, il n’exerce plus de mandat politique, mais reste actif dans le mouvement écologiste, faisant valoir régulièrement un avis critique sur le fonctionnement et les choix tant stratégiques que programmatiques d’Ecolo. Il a pris différentes positions publiques contre la ligne politique de son ancien parti. 
Il fonde en 2004 le « Groupe de réflexion et d’action pour une politique écologique » (GRAPPE) avec plusieurs autres militants écologistes dont Michèle Gilkinet.
Il est co-auteur de La Guerre au vivant avec Jean-Louis Durand et Mickael Hansen, aux éditions Agone (coordonné par Jean-Pierre Berlan). Il a codirigé avec Inès Trépant l'ouvrage collectif Commerce mondial : la démocratie [confisqué] qui critique les effets des traités de libre-échange.
Depuis 2011, il publie une chronique dans le journal antiproductiviste Kairos (aux côtés d'autres chroniqueurs comme Alexandre Penasse, Bernard Legros, Inès Trépant, Michel Weber, Jean-Guy Divers, Alain Adriaens, etc.).
En 2013, il participe à la création du parti « Rassemblement R » en tant que conseiller scientifique et politique.

## Publications
- Paul Lannoye et Maria Denil-Keil, Le guide des additifs alimentaires : Les précautions à prendre, Frison Roche, 2004, 2e éd. (1re éd. 2002), 163 p. (EAN 9782876714465)
- « Les nanotechnologies auront-elles notre peau ? », L'Ecologiste no 21, décembre-mars 2007.
- Paul Lannoye, Encyclopédie du Mouvement wallon, t. II (ISBN 2-87035-019-8), p. 917-918